# 托馬斯·法比亞諾
托馬斯·法比亞諾（Thomas Fabbiano，1989年5月26日—）是一位義大利職業網球運動員。

## 外部連結
- 托馬斯·法比亞諾（英文/西班牙文）的官方資料
- 托馬斯·法比亞諾的國際網球總會 職業／青少年 官方資料（英文）
- 托馬斯·法比亞諾的官方資料（英文）